# Print management
 (décembre 2019).
 (janvier 2022).
Si vous disposez d'ouvrages ou d'articles de référence ou si vous connaissez des sites web de qualité traitant du thème abordé ici, merci de compléter l'article en donnant les références utiles à sa vérifiabilité et en les liant à la section « Notes et références ».
Le Print management est la maîtrise d'œuvre de la gestion des imprimés. Le print manager sélectionne les meilleurs intervenants au regard de leur compétence et de leur capacité à traiter de la manière la plus efficace et le plus économique la fabrication des imprimés, de leur conception à leur livraison. Il gère l'ensemble de la chaîne graphique, du choix de l'imprimeur au routage des documents réalisés, en passant par leur façonnage, et leur stockage.
Le print management offre une solution d’externalisation permettant de libérer le client des contraintes en rationalisant les coûts.
Souvent adossé à un studio de création, qui peut lui être intégré, le print manager peut aussi proposer des services de création artistique ou de pré-presse à ses clients.